# 勿洛
勿洛（英語：Bedok）是一個規劃區和成熟的住宅城鎮，位於新加坡東區東南沿海的丹那美拉 (Tanah Merah) 地理區域。勿洛與其他五個規劃區接壤：北部是巴耶利峇，西北部是後港，東北部和東部是淡濱尼，西部是芽籠，西南是馬林百列。 它還與南部和東南部的新加坡海峽共享海上邊界。
勿洛歷史悠久，人類定居的證據可追溯到14世紀。 該地區最初是一個漁村和農業中心，但多年來已轉變為繁華的住宅和商業中心。 今天，勿洛以其充滿活力和多元化的社區而聞名，擁有公共和私人住房、購物中心、公園以及繁榮的美食場所。
除了商業發展，勿洛還擁有多個綠地和公園，包括勿洛綠地公園和東海岸公園，為居民提供充足的休閒和放鬆機會。該地區與城市其他地區的交通也十分便利，擁有多種交通選擇，包括地鐵站、巴士路線和主要高速公路，使它成为一个内外交流便利的地點，促进了居民与游客的来往。

## 命名

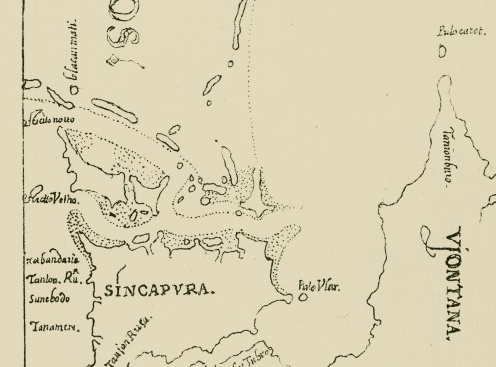
曼努埃爾·戈迪尼奧·德埃雷迪亞在這幅1604年的新加坡地圖中為勿洛河 (Sungei Bedok) 標記的 Sune Bodo（左）。 地圖的方向是左上角朝南

“Bedok”這個名字的起源可能來自馬來語中的“鼓”，指的是傳統節日和儀式期間在該地區聽到的鼓聲。
早在1604年曼努埃爾·戈迪尼奧·德埃雷迪亞在其繪製新加坡地圖之前，该地区的地名就已经确定。該地圖將勿洛河（今勿洛雙溪）稱為“Sune Bodo”。

## 歷史

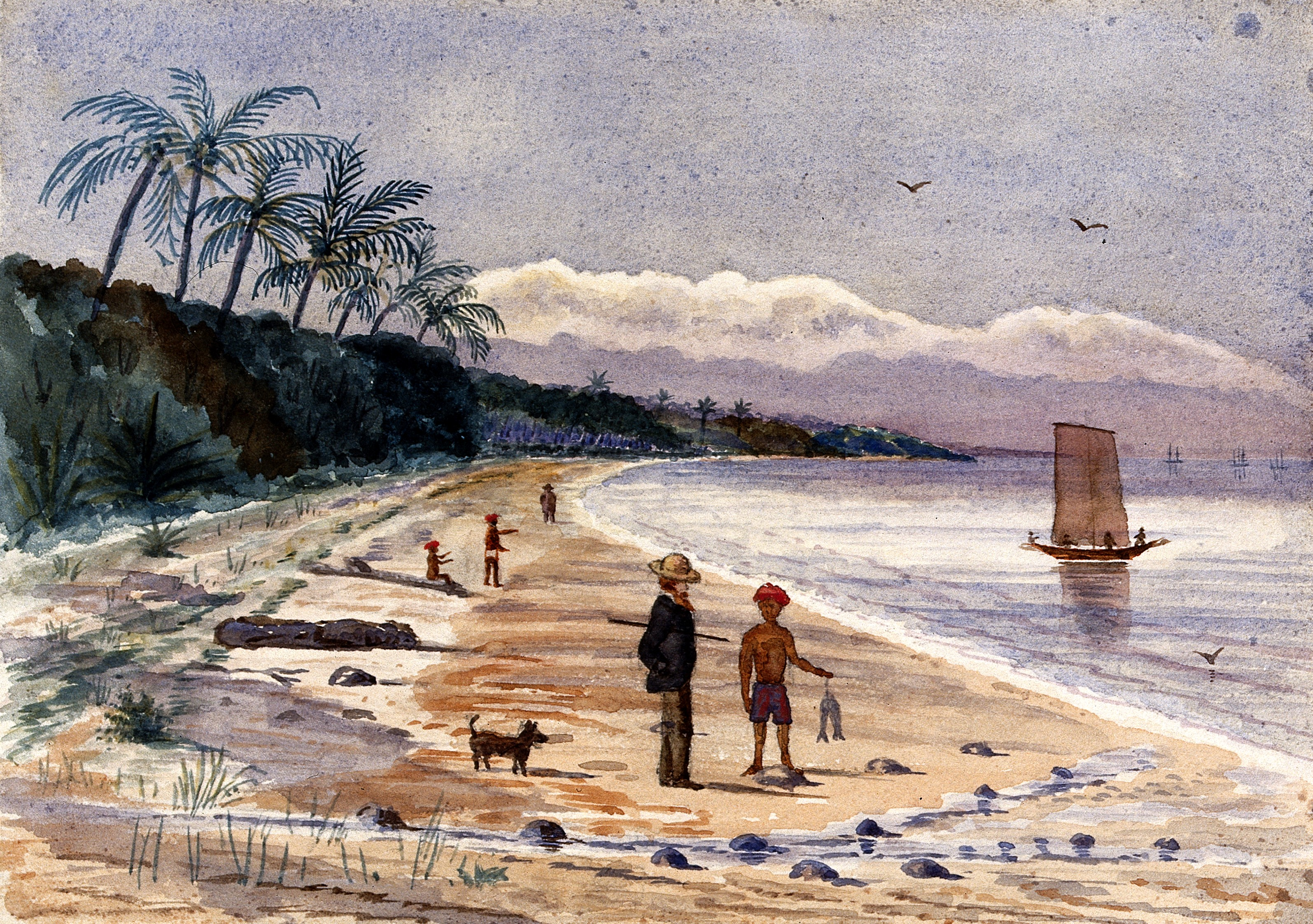
約翰·埃德蒙·泰勒 (John Edmund Taylor) 於1879年繪製的Siglap海岸水彩畫。

作為丹那美拉地區的一部分，勿洛的歷史在很大程度上受到其沿海邊界的影響。今天被稱為勿洛的一般區域最早出現在萊佛士時代之前的地圖中。  1819年新加坡淪為英國殖民地後，新邦勿洛村成為華人和馬來人混居的社區。在1960年代之前，勿洛的主要收入來源是椰子，這些椰子是從Siglap分區的種植園中收穫。捕魚是當時新邦勿洛村民的另一個主要收入來源。
勿洛的現代發展始於1966年，當時政府开始了沿海地區的填海工程。在接下來的十年裡，勿洛被建屋發展局 (HDB) 改造成為該國第五個獨立的新市鎮，到1975年，附近出現了第一批住宅公寓。同年西貢淪陷後，勿洛碼頭成為雷暴行動期間新加坡的越南難民的一个主要登陆点。
勿洛鎮自1973年開始發展，直到1975年才興建勿洛公路等較新的道路。新上樟宜路於1979年全面建成並啟用，除勿洛外，這裡已完成大規模開發水庫和Kaki Bukit，後者相继於1983年至1988年間建成。

## 基礎設施

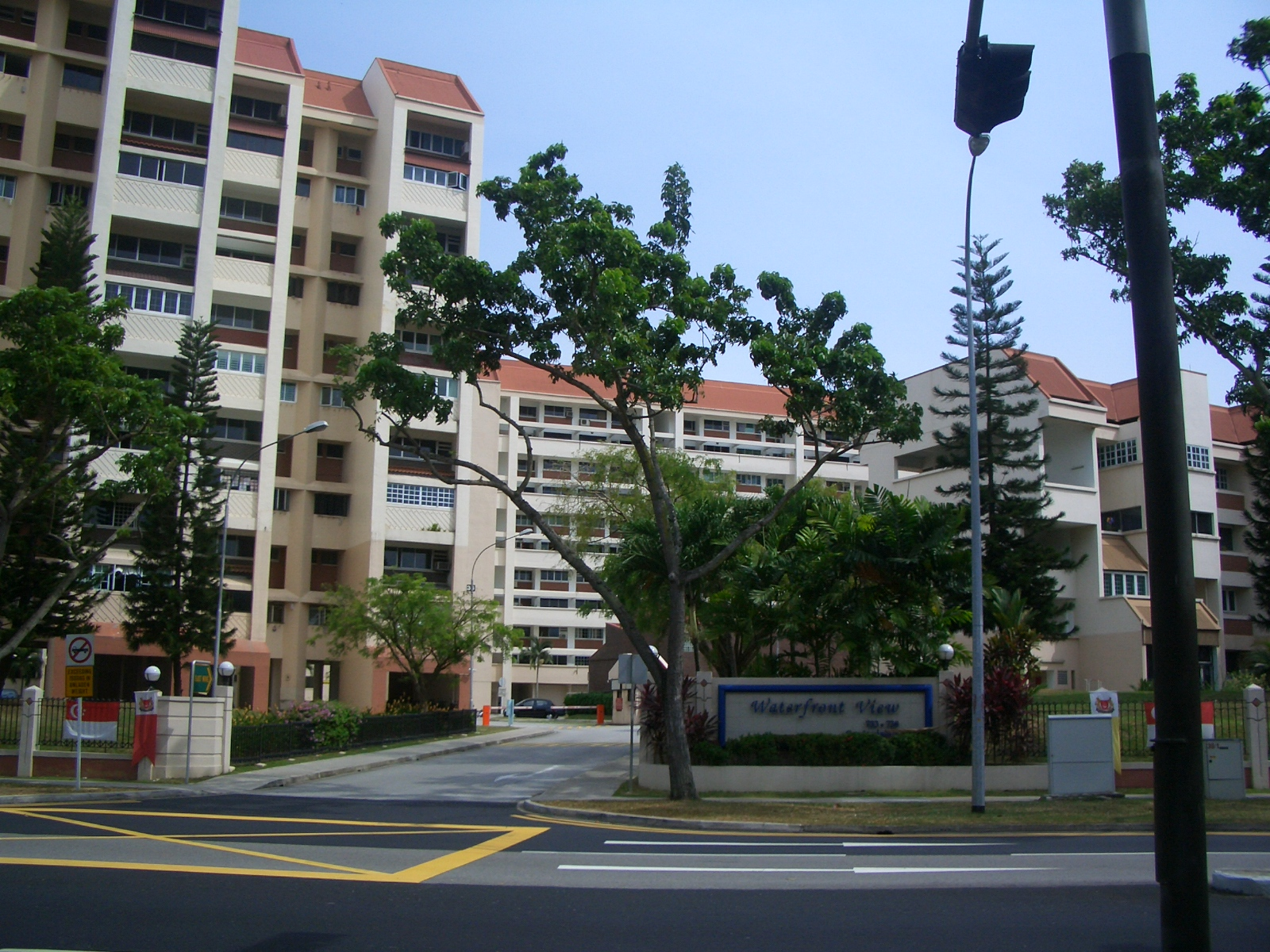
勿洛蓄水池對面的前屋村

勿洛新城佔地面積接近9.4平方公里（3.6平方英里），其中約42%用於住宅用途。它以前是一個丘陵地區，因此該鎮的定位焦點是在該鎮較高的地面上建造的特殊景觀公園和體育場館。住宅區和工業區都是根據鄰里概念規劃的。在現在的勿洛購物中心和前勿洛角遺址之間還有一個鎮中心。2014年還公佈了一個綜合綜合體的計劃，該綜合體將有三個足球場那麼大。這個綜合體設有體育中心、圖書館、診所、老人中心和甘榜柴仔社區俱樂部。該綜合體位於勿洛鎮中心，於2017年完工。

### 住宅開發
建屋局在勿洛新城建造了約58,000套公寓。作為較舊的城鎮之一，大多數單位都是三房或四房。還有大約2,700套和583套行政公寓和住房和城市發展公司公寓。它為大約200,000名居民提供住房。

### 交通

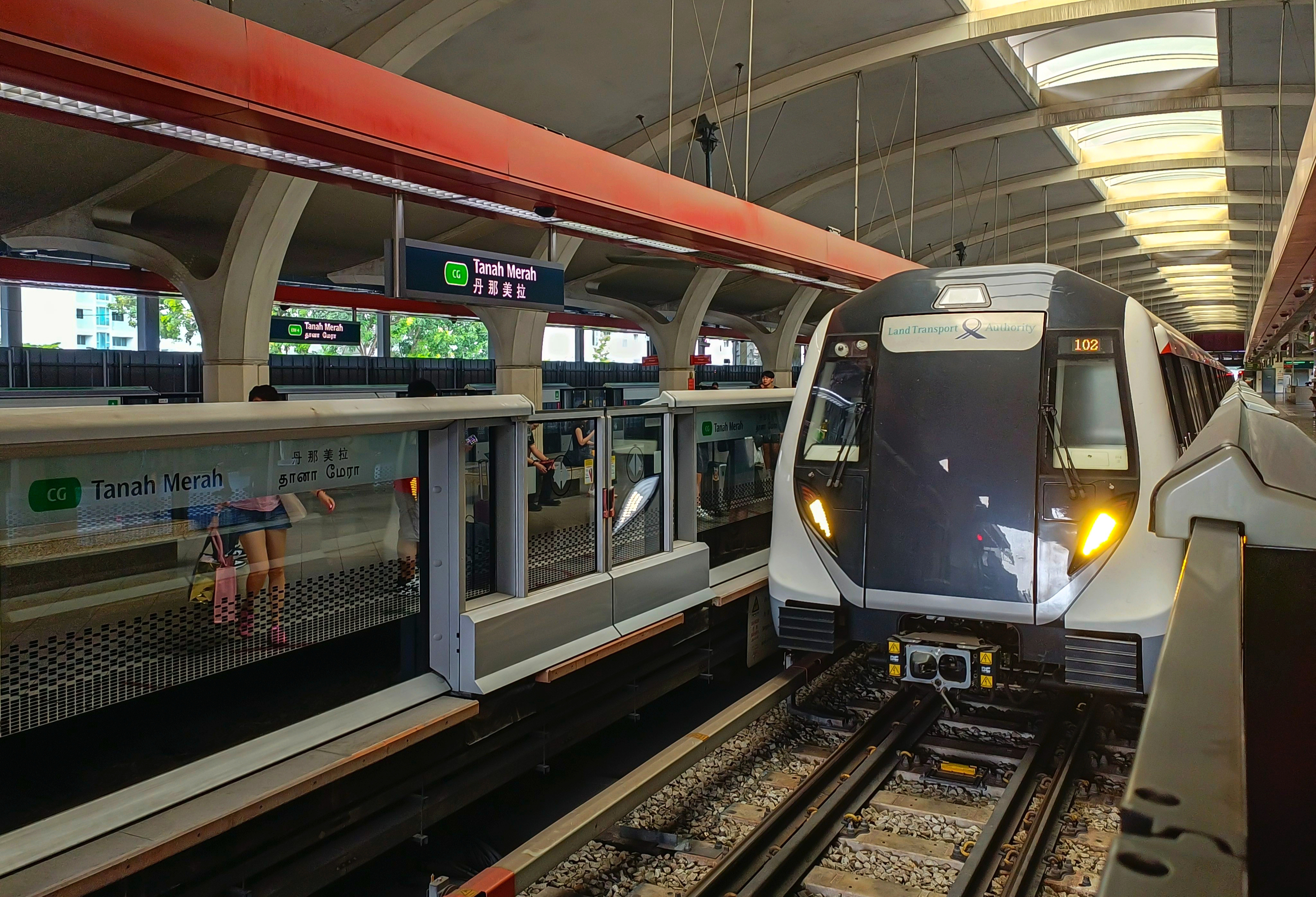
丹那美拉地鐵站

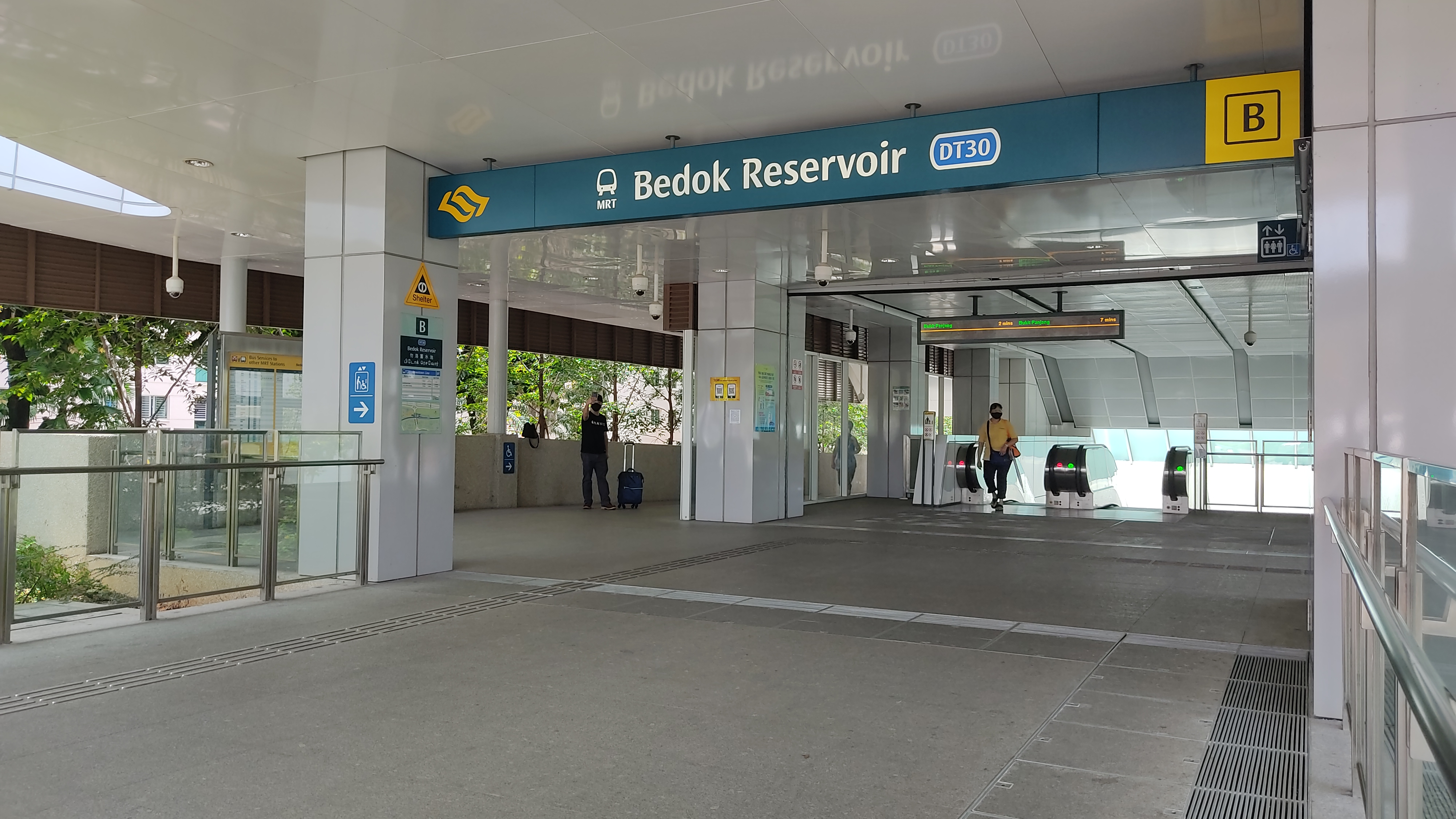
勿洛蓄水池地鐵站

目前在勿洛規劃區共有九個地鐵站，橫跨三條線路，東西線、濱海市區線和湯申－東海岸線。三條線路相互平行，在勿洛沒有換乘站。不過，東西線的丹那美拉地鐵站是與樟宜機場支線 (CG) 的換乘站。

### 公園
該地區的公園包括勿洛鎮公園，位於勿洛北路和勿洛大道3之間的泛島高速公路旁， 和勿洛水庫旁邊的勿洛水庫公園。